# Jania articulata
Jania articulata N'Yuert & Payri, 2009  é o nome botânico de uma espécie de algas vermelhas pluricelulares do gênero Jania.
- São algas marinhas encontradas em algumas ilhas do Pacífico.

## Sinonímia
Não apresenta sinônimos.